# Kate Starbird
Catharine Evelyn Starbird, detta Kate (West Point, 30 luglio 1975), è un'ex cestista statunitense, professionista nella WNBA.

## Carriera
È state selezionata dalle Sacramento Monarchs al terzo giro del Draft WNBA 1999 (26ª scelta assoluta).
Con gli Stati Uniti ha disputato le Universiadi di Sicilia 1997.